# Robert Kranjec
Robert Kranjec (Liubliana, 16 de julho de 1981) é um saltador de esqui da Eslovênia. Compete desde 1998.
Ele conquistou uma medalha de bronze nos Jogos Olímpicos de Inverno de 2002 em Salt Lake City no evento de pista longa por equipas.